# Projekt 23900
Das Projekt 23900 ist eine Klasse von zwei im Bau befindlichen Amphibischen Angriffsschiffen (Hubschrauberträger) der russischen Marine.

## Geschichte
Nach dem gescheiterten Ankauf zweier Schiffe der Mistral-Klasse entschied Russland, ein ähnliches Projekt selbst zu entwerfen. Die Projektierungsarbeiten führte das Krylow-Forschungszentrum in St. Petersburg durch.
Es wurden zwei verschiedene Projekte für eine kleinere und eine größere Schiffsklasse erarbeitet. Die kleinere Klasse sollte „Priboi-“, die größere „Lawina-Klasse“ (russisch Лавина, „Lawine“) heißen. Die Schiffe der Priboi-Klasse sollen acht Hubschrauber aufnehmen können und einen konventionellen Rumpf erhalten. Später wurde der Lawina-Entwurf als Grundlage für das Projekt 23900 festgelegt.
Vorerst wurden zwei Schiffe für zusammen knapp unter 100 Mrd. Rubel bestellt. Die Kiellegung erfolgte am 20. Juli 2020.

## Einheiten
| Name                                      | Bauwerft       | Bestellung | Kiellegung    | Stapellauf | Indienststellung | Bemerkungen |
| ----------------------------------------- | -------------- | ---------- | ------------- | ---------- | ---------------- | ----------- |
| Iwan Rogow (Иван Рогов)                   | Saliw, Kertsch | 2020       | 20. Juli 2020 |            | 2026 (geplant)   |             |
| Mitrofan Moskalenko (Митрофан Москаленко) | Saliw, Kertsch | 2020       | 20. Juli 2020 |            | 2027 (geplant)   |             |

## Technik
Die Schiffe des Projekts 23900 werden etwa 25.000 ts verdrängen und eine Marschgeschwindigkeit von 18 kn bei einer Reichweite von 5000 sm erreichen. Es ist noch nicht bekannt, ob die Schiffe einen konventionellen oder nuklearen Antrieb erhalten werden. Die beiden Propeller sind in Gondeln montiert. Der Rumpf soll ein Halb-Trimaran sein.
An Bug und Heck befinden sich Welldecks, über die Landungsboote ausgesetzt werden können.

### Bewaffnung und Ausrüstung
Die Hauptbewaffnung der Schiffe bilden die darauf stationierten Hubschrauber. Geplant sind pro Schiff 16 Hubschrauber der Typen Kamow Ka-27/29 und Ka-52K.
Die Sekundärbewaffnung besteht aus einem 76,2-mm-Marinegeschütz AK-176M. Zur Luftabwehr dient die seegestützte Variante Panzir-M des Panzir-S1-Luftabwehrraketensystems sowie dem Nahbereichsverteidigungssystem AK-630M-2.
Ein Schiff des Projekts 23900 kann bis zu 1000 Marineinfanteristen mit Ausrüstung transportieren, dazu gehören 60 Schwimmpanzer sowie 20 bis 30 Kampfpanzer. Nicht schwimmfähige Technik sowie die Soldaten werden mit 2 Landungsbooten des Typs Projekt 12061M „Murena“ oder 4 Booten des Typs Projekt 11770M „Serna“ angelandet.